# Barrie Rickards
Richard Barrie Rickards (1938–2009) est un paléontologue britannique. Il est professeur émérite de paléontologie et de biostratigraphie au Département des sciences de la Terre de l'Université de Cambridge et membre de l'Emmanuel College. Il est surtout connu pour ses travaux sur les Graptolites. Il est également un pêcheur très connu et président de la Specialist Anglers' Alliance et de la Lure Anglers' Society.

## Biographie
Barrie Rickards grandit à Leeds et Goole dans le Yorkshire. Il est titulaire d'un BSc, MA, PhD, ScD et un DSc de l'Université de Hull.
Les travaux de Barrie Rickards se concentrent sur la systématique et la biodiversité des graptolites au Paléozoïque. Cela conduit à une meilleure compréhension de leur paléobiogéographie et de leur évolution, de la manière dont ils se sont rétablis des extinctions massives et à une compréhension plus précise des taxons, des refuges et des faunes reliques de Lazarus.
Barrie Rickards est l'un des pêcheurs de brochet les plus connus de Grande-Bretagne. Il est membre fondateur du Pike Anglers' Club et ancien président de la Pike Society, de la Lure Anglers' Society et de la Specialist Anglers' Alliance.
Barrie Rickards a écrit plus de 250 articles universitaires, 700 articles sur la pêche et quelque 30 livres liés à la fois à la pêche et à la paléontologie.
Il reçoit la Médaille Lyell, de la Société géologique de Londres en 1997.